# Viskadalsbanan

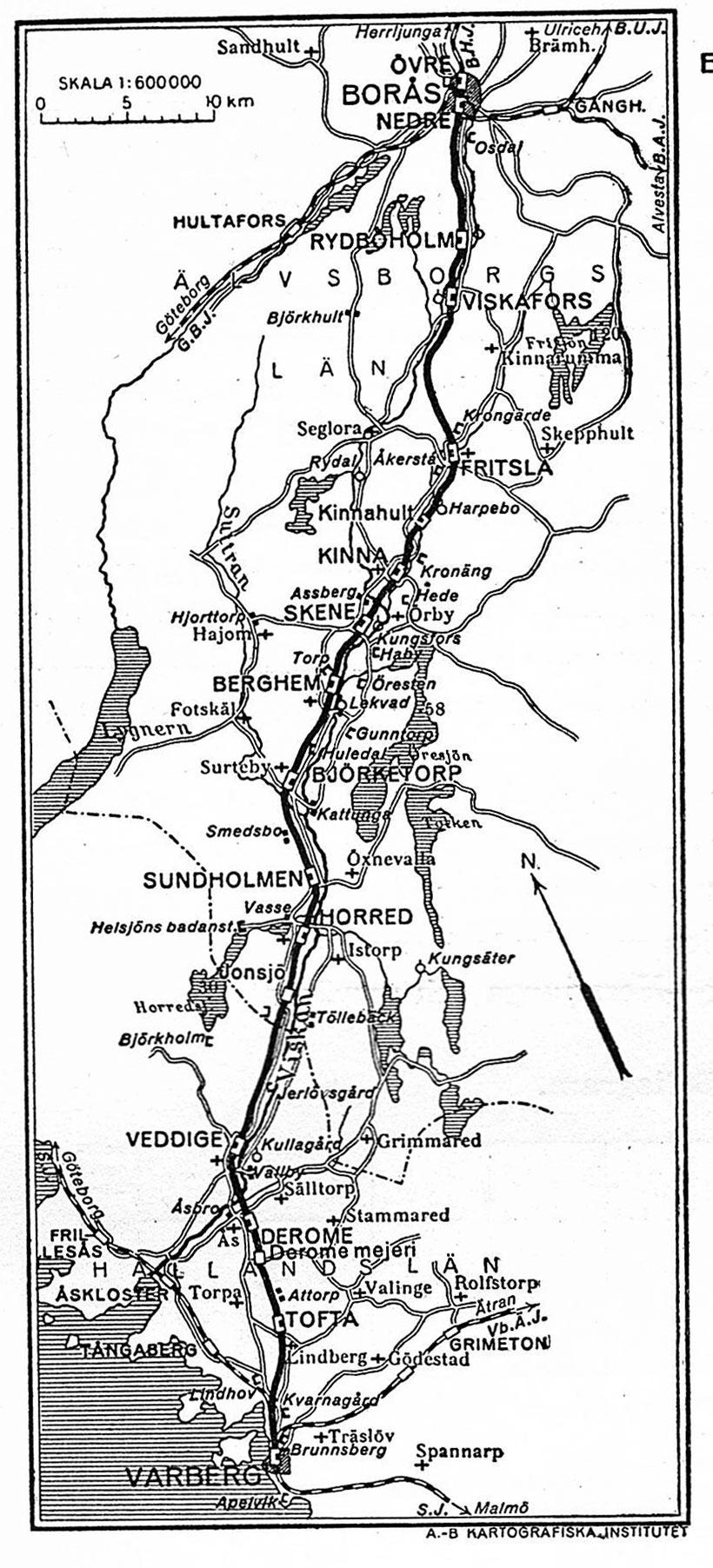
Karta över Viskadalsbanan, 1926

Viskadalsbanan, (ursprungligen Warberg-Borås Järnväg, WBJ), är en järnväg mellan Varberg och Borås.

## Historik
Banan invigdes i november 1880, efter några decenniers diskussion om olika planer. Redan 1879 kunde linjen användas för godstransport mellan Borås och Björketorp. För att sammanbinda den nya linjen med smalspåriga Borås-Herrljunga Järnväg (BHJ), byggde man en omlastningsstation vid Karlsberg strax utanför Borås. 1930 förenades de båda bolagen till ett, med namnet Varberg-Borås-Herrljunga Järnväg (VBHJ). Järnvägslinjen följer i stort Viskans dalgång och passerar 12 orter mellan Varberg och Borås. Under senare år[när?] har linjen ett par gånger varit nedläggningshotad.

## Banstandard
Fram till 2020-talet har banans framtid varit mycket osäker och underhållet minimalt. Viskadalsbanan hade fram till 2021 i tidens mått mätt låg banstandard, bestående i huvudsak av skarvspår på träslipers, förutom sträckan från Borås till en bit söder om Skene där det var skarvfritt spår. I övrigt dominerade grusballast med rälsspik. Rälsbefästningen utgjordes antingen av heyback eller rälsspik. Vid enstaka platser där upprustning skett fanns kortare avsnitt med pandrolbefästning på betongsliprar. Kontaktledningsanläggningen installerades på 1940-talet och var fram till upprustningen under 2020-talet väldigt nedsliten.
Banan är utrustad med ATC-2, men saknar fjärrblockering och styrs enligt principen gällande för system-M, tidigare känt som tåganmälan eller "TAM-sträcka". Det finns många snäva kurvor och många obevakade övergångar. Hastigheterna är därför relativt låga.  
Under 2022–2023 genomfördes en genomgripande renovering där spåret (inklusive slipers och ballast) samt den ålderstigna kontaktledningen byttes ut, vilket förväntas sänka underhållskostnaderna framgent. Däremot behölls manuell tågklarering, det byggdes inte fler mötesspår, hastigheten höjdes inte och restiderna förblev oförändrade.
Mellan 2024 och 2030 planerar Trafikverket att åtgärda problemet med oskyddade plankorsningar utefter banan. Av de cirka 220 plankorsningar som finns ska ungefär 150 åtgärdas, varav de flesta slopas och resten får bomanläggning.

## Trafik
Persontrafiken på banan körs av Västtrafik med Västtågen. Tågen tar cirka en timme och tio minuter på den 84 kilometer långa sträckan. Tågen stannar elva gånger utöver Varberg och Borås, alltså i medel sju kilometer mellan stoppen, vilket ger en lokaltågsprägel på turerna.

## Källhänvisningar
1. ↑  Historiskt om Svenska Järnvägar Elektrifiering och elektrisk drift
2. ↑  Trafikverket Trafikera järnväg Arkiverad 31 oktober 2012 hämtat från the Wayback Machine.
3. ↑  https://jarnvagar.nu/viskadalsbanan-rustas-for-en-miljard-kr/
4. ↑  ”Arkiverade kopian”. Arkiverad från originalet den 6 september 2023. https://web.archive.org/web/20230906192810/https://www.varbergstidning.se/boras-kollektivtrafik-tag/har-rullar-forsta-taget-pa-nyrenoverade-viskadalsbanan/107895. Läst 6 september 2023.
5. ↑  https://sverigesradio.se/artikel/nu-rullar-tagen-fran-boras-igen-pa-helt-nyrenoverad-jarnvag
6. ↑  Trafikverket (27 februari 2024). ”Viskadalsbanan, plankorsningsåtgärder”. Trafikverket. https://www.trafikverket.se/vara-projekt/projekt-som-stracker-sig-over-flera-lan/viskadalsbanan-plankorsningsatgarder/. Läst 28 maj 2024.